# Пештера (город)
Пе́штера (болг. Пещера) — город в Болгарии. Находится в Пазарджикской области, входит в общину Пештера. Население составляет 19 815 человек (2022).
| Год  | Население |
| ---- | --------- |
| 1985 | 18 765    |
| 1992 | 19 280    |
| 2000 | 20 184    |
| 2005 | 19 090    |
| 2010 | 20 753    |

## Политическая ситуация
Кмет (мэр) общины Пештера — Йордан Младенов (Болгарская Социалистическая Партия (БСП)) по результатам выборов в правление общины.

## Известные уроженцы
- Михаил Такев (1864–1920) — болгарский политический и государственный деятель,
- Георгий Теохаров (1836 или 1838—1901) — болгарский государственный деятель.